# Spineda
Spineda település Olaszországban, Lombardia régióban, Cremona megyében. Lakosainak száma 612 fő (2023. január 1.). Spineda Commessaggio, Gazzuolo, Rivarolo del Re ed Uniti, Rivarolo Mantovano, Sabbioneta és San Martino dall’Argine községekkel határos.

## Népesség
A település lakossága az elmúlt években az alábbi módon változott:
| Lakosok száma | 615  | 608  | 609  | 612  |
|               | 2013 | 2017 | 2018 | 2023 |